# Irina Werning
Irina Werning (* in Buenos Aires) ist eine argentinische Fotografin.

## Leben

### Ausbildung
Irina Werning studierte bis 1997 in ihrer Heimatstadt Buenos Aires an der Universidad de San Andres Wirtschaftswissenschaften und im Anschluss bis 1999 Geschichte. Danach lebte sie einige Zeit in London und absolvierte dort an der University of Westminster ein Studium in Journalismus und Fotografie. 2006 war sie Gewinnerin des Ian Parry Scholarship, einem nach dem britischen Fotojournalisten Ian Perry benannten Stipendiums. 2007 wurde sie Teilnehmerin der Joop Swart Masterclass der internationalen World Press Photo Foundation. Bei dieser Veranstaltung werden alljährlich weltweit die zwölf besten Nachwuchsfotografen für einen Workshop mit renommierten Profifotografen ausgewählt. Seitdem ist sie international als freie Fotokünstlerin tätig.

### Künstlerische Tätigkeit
Werning arbeitet vorrangig als Projektkünstlerin, in dem sie Fotoserien zu bestimmten Themen erstellt. So entstand im Rahmen ihres Chini Project ab 2008 eine  Bilderserie mit dem Chinesischen Schopfhund  Chini. Ein Jahr lang fotografierte sie das Tier in verschiedenen gestellten Szenen, in denen der Hund bei typisch menschlichen Tätigkeiten, u. a. als Pilot, als Büroangestellter, beim Billardspiel oder am Strand zu sehen ist.
International bekannt wurde sie durch ihr 2010 begonnenes Projekt Back to the Future, bei dem sie Kindheitsfotos von verschiedenen Personen jeweils einer aktuellen Version mit gleichem Motiv gegenüberstellt. Dabei werden die Fotografierten in derselben Pose und Kleidung sowie derselben Umgebung wie auf dem historischen Foto aufgenommen. Die Aufnahmen für dieses Projekt entstanden in mittlerweile 32 Ländern in aller Welt und wurden zunächst hauptsächlich online, später auch in verschiedenen Magazinen veröffentlicht. 2012 erhielt sie für diese Arbeit den renommierten Sony World Photography Awards in der Kategorie Porträt verliehen. Eine Veröffentlichung einer Auswahl von Bildern des Projektes als Bildband erfolgte 2014 in vier Sprachen.
2012 entstand in Anlehnung an die Fotoserie „Back to the Future“ in Zusammenarbeit mit der Frankfurter Agentur Ogillvy & Mather eine Werbekampagne für die Deutsche Bahn. Aus Anlass des Jubiläums „20 Jahre Bahncard“ wurden unter dem Motto „20 Jahre unverändert gut“ elf verschiedene Motive von Werning mit Kinder- und Jugendbildern sowie detailgetreu nachgestellten aktuellen Szenen fotografiert und für Werbeplakate, TV-Spots und Onlinewerbung genutzt. Hinzu kamen zwei Imagefilme über die Entstehung der Bilder.